# Diepenbeekse Pruim
Diepenbeekse Pruim es una variedad cultivar de ciruelo (Prunus domestica), de las denominadas ciruelas europeas.
Una variedad de ciruela de fruta antigua muy utilizada tradicionalmente en la cocina flamenca (Bélgica).
Las frutas tienen un tamaño medio a grande, color de piel rojo oscuro a púrpura, punteado numerosos, pequeños, de color marrón rojizo, conspicuos, y pulpa de color amarillo con zonas verdeantes y otras rojizas, textura blanda, más bien harinosa, y sabor agrio, aromática. Ciruela de uso culinario y en conservas.

## Historia
'Diepenbeekse Pruim' variedad de ciruela, fruta antigua muy utilizada tradicionalmente en la cocina flamenca (Bélgica).
'Diepenbeekse Pruim' está cultivada en diversos bancos de germoplasma de cultivos vivos, tales como en National Fruit Collection (Colección Nacional de Fruta) de Reino Unido con el número de accesión: 1951-075 y Nombre Accesión : Diepenbeekse Pruim. Recibido por "The National Fruit Trials" (Probatorio Nacional de Fruta) procedente de la "Station de Recherches", Gante, (Bélgica), para evaluar sus características en 1951.

## Características
'Diepenbeekse Pruim' árbol de porte extenso, vigor medio fuerte con ramas pesadas, que comienza tarde y produce irregularmente. Flor blanca, que tiene un tiempo de floración que comienza a partir del 12 de abril con el 10% de floración, para el 17 de abril tiene una floración completa (80%), y para el 26 de abril tiene un 90% de caída de pétalos.
'Diepenbeekse Pruim'  tiene una talla de tamaño medio a grande (promedio 33.10 g), de forma ovalado a oval oblongo, algo puntiagudo en la parte superior e inferior, sutura poco profunda, a menudo una línea; epidermis tiene una piel fina, tierna, ligeramente astringente, que se separa fácilmente, con abundante pruina azulado violácea, siendo el color de la piel rojo oscuro a púrpura, punteado numerosos, pequeños, de color marrón rojizo, conspicuos; pedúnculo largo (promedio 18.24 mm), grueso, algo curvo, pubescente, bien adherido al fruto con la cavidad del pedúnculo estrecha y apenas pronunciada; pulpa de color amarillo con zonas verdeantes y otras rojizas, textura blanda, más bien harinosa, y sabor agrio, aromática.
Hueso libre, ovalada alargada, turgente, áspera y picada, puntiaguda en la base, roma en el ápice, sutura ventral bastante ancha, superficialmente surcada, roma, sutura dorsal con un surco ancho y poco profundo.
Su tiempo de recogida de cosecha es medio, se inicia en su maduración de principios a mediados de agosto.

## Usos
Debido a su sabor bastante agrio es de poco valor como ciruela fresca de postre, pero una excelente variedad culinaria, y especialmente indicada como ciruela seca y en conservas.